# Музика австралійських аборигенів

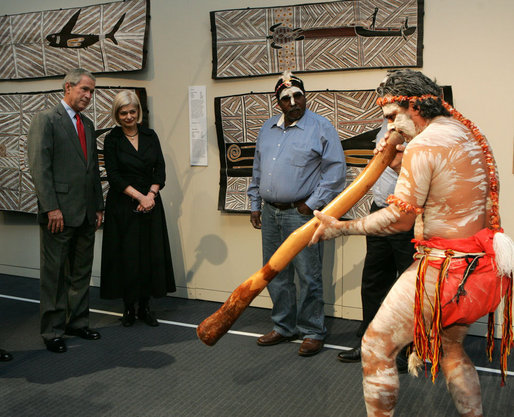
Виконання австралійської етнічної музики в музеї Сіднея.

Австралійська народна музика — це музика австралійських аборигенів та аборигенів островів Торресової протоки. Це поняття об'єднує безліч різноманітних напрямків традиційної музики корінних австралійців, а також цілий ряд сучасних музичних напрямків у інтерпретації та виконанні корінних австралійських музикантів. Музика є невіддільною частиною соціальних, культурних та церемоніальних обрядів цих народів протягом всієї їхньої історії. У різних регіонах Австралії розрізняється манера виконання та музичні інструменти, проте є загальні елементи музичної традиції. Ці елементи притаманні традиційній музиці як австралійських, так і аборигенів островів Торресової затоки, тому музику останніх теж включають у загальне поняття.
У доповнення до цих місцевих традицій та музичних спадщин, починаючи з європейської колонізації Австралії 18-го століття, корінні австралійські музиканти почали переймати та інтерпретувати більшість західних музичних напрямків, часто в поєднанні з традиційними інструментами та манерою виконання. Крім того, некорінні (в тому числі й західні) виконавці почали використовувати елементи австралійської етнічної музики в поєднанні з іншими стилями.

## Традиційні музичні інструменти

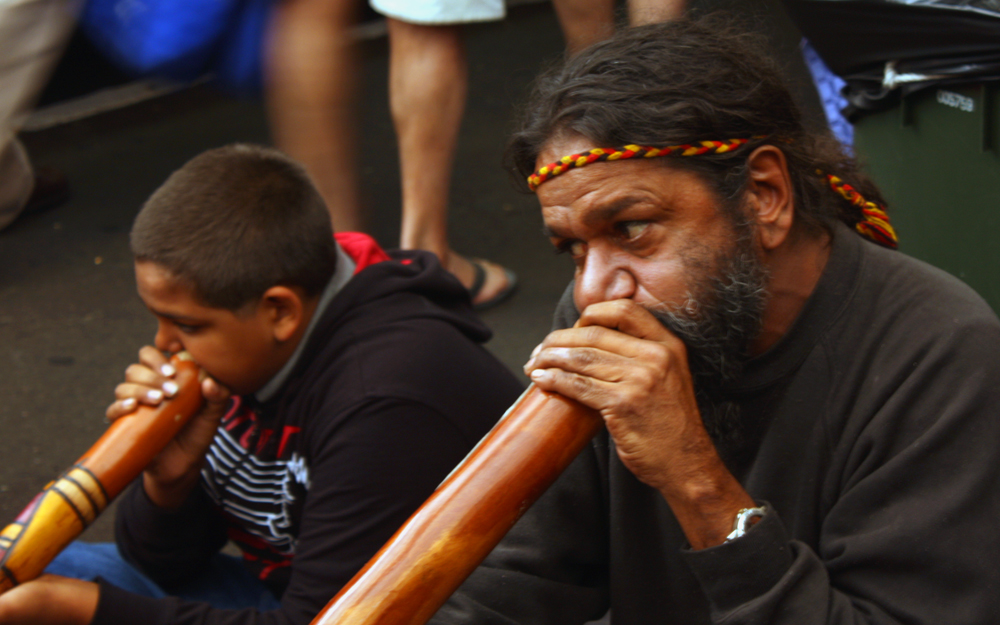
Вуличні музиканти грають на діджеріду, 2009

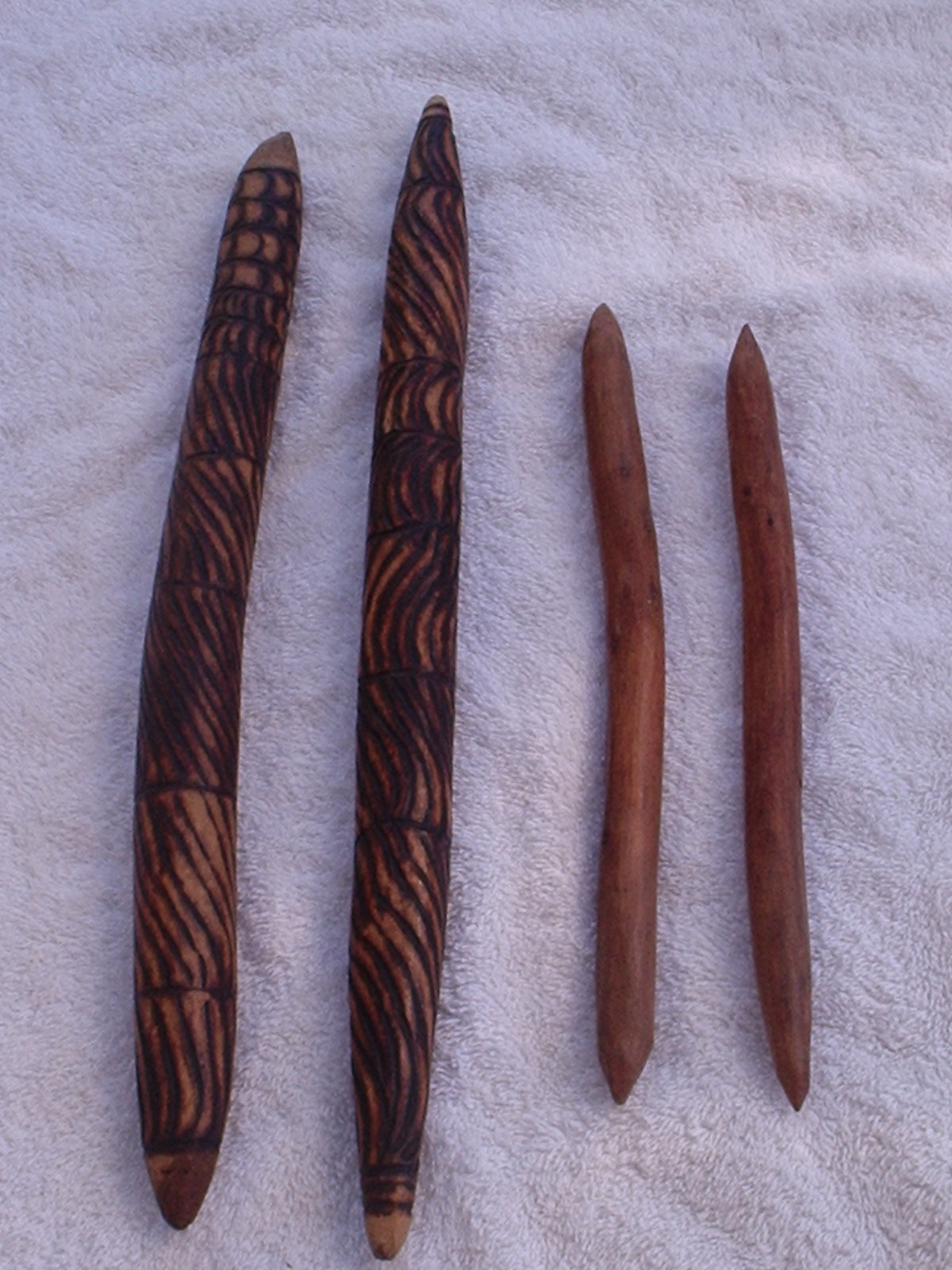
Дві пари австралійських «хлопавок»

### Діджеріду
Діджеріду — музичний духовий інструмент аборигенів Австралії. Один з найстаріших духових інструментів у світі. Археологічні дослідження наскельного живопису в Північній території дозволяють припустити, що мешканці регіону Какаду грали на інструменті 15 000 років тому.
Він являє собою довгу трубку без отворів для пальців. Виготовляється зі шматка стовбура евкаліпта завдовжки 1-3 метри, серцевина якого виїдена термітами, проте на сьогодні використовують також ПВХ. Мундштук може бути оброблений чорним бджолиним воском. Інструмент часто розписують фарбами або прикрашають зображеннями тотемів племені.
Під час гри використовується техніка безперервного (циркулярного) дихання. Традиційно на діджеріду грають лише чоловіки. Як правило, гра на діджеріду супроводжує церемоніальний спів (наприклад, ритуали corroboree) та має властивість введення в транс. Набагато рідше діджеріду використовується як сольний інструмент.
Діджеріду найтіснішим чином вплетений у міфологію австралійських аборигенів, втілюючи в собі образ райдужної змії Юрлунґур. Унікальність діджеріду як музичного інструмента полягає в тому, що зазвичай він звучить на одній ноті (котра називається «дрон», або «гудіння»). При цьому інструмент має дуже великий діапазон тембру. Зрівнятися з ним може лише людський голос, варган та частково орган.
Хоча інструмент не отримав широкого розповсюдження по всій країні й зазвичай використовувався у північних регіонах, нині діджеріду вважається національним музичним інструментом корінних австралійців і відомий у всьому світі. Відомі музиканти, що грають на діджеріду: Джалу Гуррувіві, Марк Еткінс, Вільям Бартон, Девід Гадсон, Джо Гейя та Чарлі МакМахон.

### Хлопавки
Хлопавки (англ. Clapstick), або тріскачки, — традиційний музичний ударний інструмент аборигенів Австралії. Хлопавки переважно схожі з клаве і є свого роду видом барабанних паличок. Проте, на відміну від барабанних паличок, що зазвичай використовуються для ударів у барабан, хлопавки призначені для ударів однією паличкою об другу.
Хлопавки являють собою дві дерев'яні палички однієї довжини та традиційно супроводжують гру на діджеріду для підтримання ритму.
Мовою австралійських аборигенів півострова Арнем-Ленд хлопавки називаються bimli. Існує також безліч назв інструмента іншими мовами австралійських аборигенів, котрі, як правило, при дослівному перекладі означають «палички» або «музичні палички».

## Традиційні форми

### Банггул
Банггул (англ. Bunggul) — стиль музики, що виник на території берегів річки Манн (Новий Південний Уельс). Характеризується насиченими текстами (часто це опис епічних подорожей) та повторами. Можуть виконуватися без музичного супроводу або під перериваний акомпанемент.

### Венгга
Венгга (англ. Wangga) — стиль музики, який виник на територіях берегів річок Саут та Іст-Аллігейтор (Арнем-Ленд). Музика починається на неймовірно високій ноті під акомпанемент ударних (хлопавки), потім відбувається різкий перехід на низькі тони. Через невеликий проміжок часу мелодія знову переходить на високі тони і так далі. Виконується на діджеріду. Здебільшого в цій музиці висвітлюються теми, пов'язані зі смертю та відродженням.

### Кун-боррк
Стиль музики кун-боррк (англ. Kun-borrk), що виник на територіях берегів річок Манн та Аделаїда, характеризується використанням повноцінних слів, які виконуються під акомпанемент діджеріду та хлопавок (на відміну від більшості інших стилів австралійської етнічної музики, де використовується складовий спів).

### Лінії пісень
«Лінії пісень» (англ. Songlines) або «сліди сновидінь» (англ. Dreaming tracks) в анімістичній системі вірувань австралійських аборигенів являють собою шляхи по всій землі (а іноді й по небу), котрі позначають маршрути подорожей під час сну місцевих духів або богів. Ці уявлення отримали відображення в традиційній музиці, танцях, фольклорі та живописі. 
В музиці вони представлені у вигляді певних пісень, котрі описують різноманітні конкретні маршрути, якими слідом за богами та духами переміщаються австралійські аборигени. Обізнана людина може переміщатися по континенту, повторюючи слова пісні, в якій описуються певні географічні орієнтири. Корінні народи, що часто подорожували пустелями Австралії, могли переміщатися на великі відстані, виконуючи ці пісні в потрібній послідовності. В Австралії існує загальна система «лінії пісень» різних народів, котра охоплює великі території.
Описувальну функцію виконують не лише слова пісні, але і сама музика. Ритм є головним елементом, котрий дозволяє розуміти «лінії пісень». Завдяки загальності музичних елементів ці пісні є універсальними для племен, що розмовляють різними мовами.
Див. також Лей-лінії.

### Плач по смерті
Плач по смерті (англ. Death Wail) — це тісно пов'язана з похоронним обрядом пісня, котра виконується після смерті одного з членів племені. Цей стиль музики широко розповсюджений серед племен центральної та північної Австралії, а також аборигенів островів Торресової затоки.

### Племінні пісні
У племен різних регіонів Австралії цей стиль музики називається по-особливому: emeba (Ґрут-Айленд), fjatpangarri (Yirrkala), manikay (Арнем-Ленд). Це пісні про історію племені або окремого роду. З усіх стилів австралійської етнічної музики племінні пісні найбільш піддавалися змінам та оновленням і завжди залишаються актуальними для австралійських аборигенів протягом їхньої тривалої історії.
Див. також Death wail.

## Сучасні тенденції

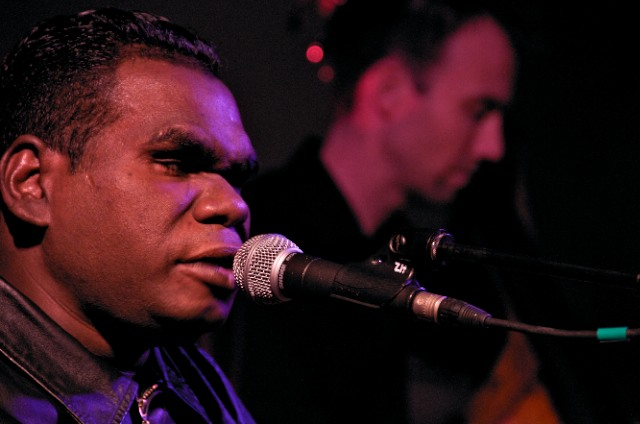
Geoffrey Gurrumul Yunupingu.

Сучасна музика корінних австралійців продовжує ранні традиції у поєднанні з сучасними стилями музики, такими як рок-музика та кантрі. Продовжують використовуватися і традиційні музичні елементи в контексті нових стилів. Наприклад, музикант Geoffrey Gurrumul Yunupingu отримав світове визнання як виконавець пісень англійською мовою та мовою народу йолну.
Музика кантрі набула популярності серед австралійських аборигенів. Першими з корінних австралійців грати кантрі почали Dougie Young та Jimmy Little, а одним з найуспішніших кантрі-виконавців став Troy Cassar-Daley. Музиканти Kev Carmody та Archie Roach об'єднували елементи кантрі та етнічної музики для висвітлення актуальних проблем корінних австралійців.
В рок-музиці музиканти також змішують елементи двох стилів, навіть поєднують типові для рок-музики (гітара, бас-гітара, барабана установка) та традиційні музичні інструменти (діджеріду та хлопавки). Яскравими представниками є гурти Yothu Yindi, Us Mob та No Fixed Address. Одним з найбільш успішних рок-гуртів став The Warumpi Band.
Також велика кількість корінних австралійців виконує хіп-хоп музику. Найбільш відомий гурт NoKTuRNL.
Серед сучасних музикантів островів Торресової затоки виділяються Seaman Dan та Christine Anu (поп-музика).